# Poa tianschanica
Poa tianschanica är en gräsart som först beskrevs av Eduard August von Regel, och fick sitt nu gällande namn av Eduard Hackel och Olga Alexandrovna Fedtschenko. Poa tianschanica ingår i släktet gröen, och familjen gräs. Inga underarter finns listade i Catalogue of Life.